# Плешаков Михайло Георгійович
Михайло Георгійович Плешаков (2 липня 1886, місто Саратов, тепер Російська Федерація — розстріляний 2 січня 1938, місто Баку, тепер Азербайджан) — радянський діяч, голова Центральної контрольної комісії КП(б) Азербайджану — народний комісар робітничо-селянської інспекції Азербайджанської РСР. Член Центральної контрольної комісії ВКП(б) у 1924—1930 роках. Член ЦВК СРСР.

## Життєпис
Народився в родині робітника. У 1897 році разом із родиною переїхав до міста Баку. Закінчив два класи міського училища. Працював робітником-токарем у Балаханському нафтопромисловому районі міста Баку.
Член РСДРП з 1904 року.
Брав участь у першій російській революції 1905—1907 років та страйках бакинських робітників. З 1906 року — член Балаханського районного комітету РСДРП. У травні 1907 року заарештований, деякий час перебував у в'язниці та на засланні.
Потім працював у Спілці нафтопромислових робітників Баку та в більшовицькому підпіллі.
Після Лютневої революції 1917 року — член Балаханського районного продовольчого комітету, голова Балаханської районної ради. У 1918 році — голова Балаханського районного комітету РКП(б) міста Баку.
З 1918 року — на підпільній більшовицькій роботі в Баку, організовував бойові робітничі загони. У 1919—1920 роках — член Бакинського районного комітету РКП(б) міста Баку, відповідальний партійний організатор РКП(б) Балахани-Сабунчинського району Баку.
З квітня 1920 року — член Бакинського революційного комітету, голова виконавчого комітету Балаханської районної ради міста Баку.
26 серпня 1921 — 18 лютого 1922 року — член Кавказького бюро ЦК РКП(б).
З 24 серпня 1922 року — уповноважений Народного комісаріату праці Закавказької РФСР по Азербайджанській РСР.
З 10 квітня 1926 року — голова Центральної комісії з режиму економії при Центральній контрольній комісії КП(б)Азербайджану та Народному комісаріаті робітничо-селянської інспекції Азербайджанської РСР.
У 1927—1929 роках — голова Центральної контрольної комісії КП(б) Азербайджану — народний комісар робітничо-селянської інспекції Азербайджанської РСР.
Потім — заступник директора Інституту імені Кірова в Баку, начальник спеціального лікувально-санаторного управління Народного комісаріату охорони здоров'я Азербайджанської РСР.
У липні 1937 року заарештований органами НКВС, 17 липня 1937 року виключений із ВКП(б). 2 січня 1938 року засуджений Військовою колегією Верховного суду СРСР до страти і того ж дня розстріляний в місті Баку.
22 жовтня 1955 року посмертно реабілітований, 3 березня 1956 року відновлений в членах партії. 